# Björn
Björn  è un nome proprio di persona svedese, islandese e tedesco maschile.

## Varianti
- Islandese
  - Alterati: Bjarni[1]
- Svedese
  - Alterati: Björne[1], Bjarne[1]
- Tedesco: Bjoern[1]

### Varianti in altre lingue
- Danese: Bjørn[1]
  - Alterati: Bjarke[1], Bjarne[1][2]
- Faroese: Bjørn
  - Alterati: Bjarni[1]
- Inglese antico: Beorn[2]
- Latino: Berno (gen. Bernonis)[4]
- Norreno: Bjǫrn[1]
  - Alterati: Bjarni[1]
- Norvegese: Bjørn[1][2]
  - Alterati: Bjarne[1]

## Origine e diffusione

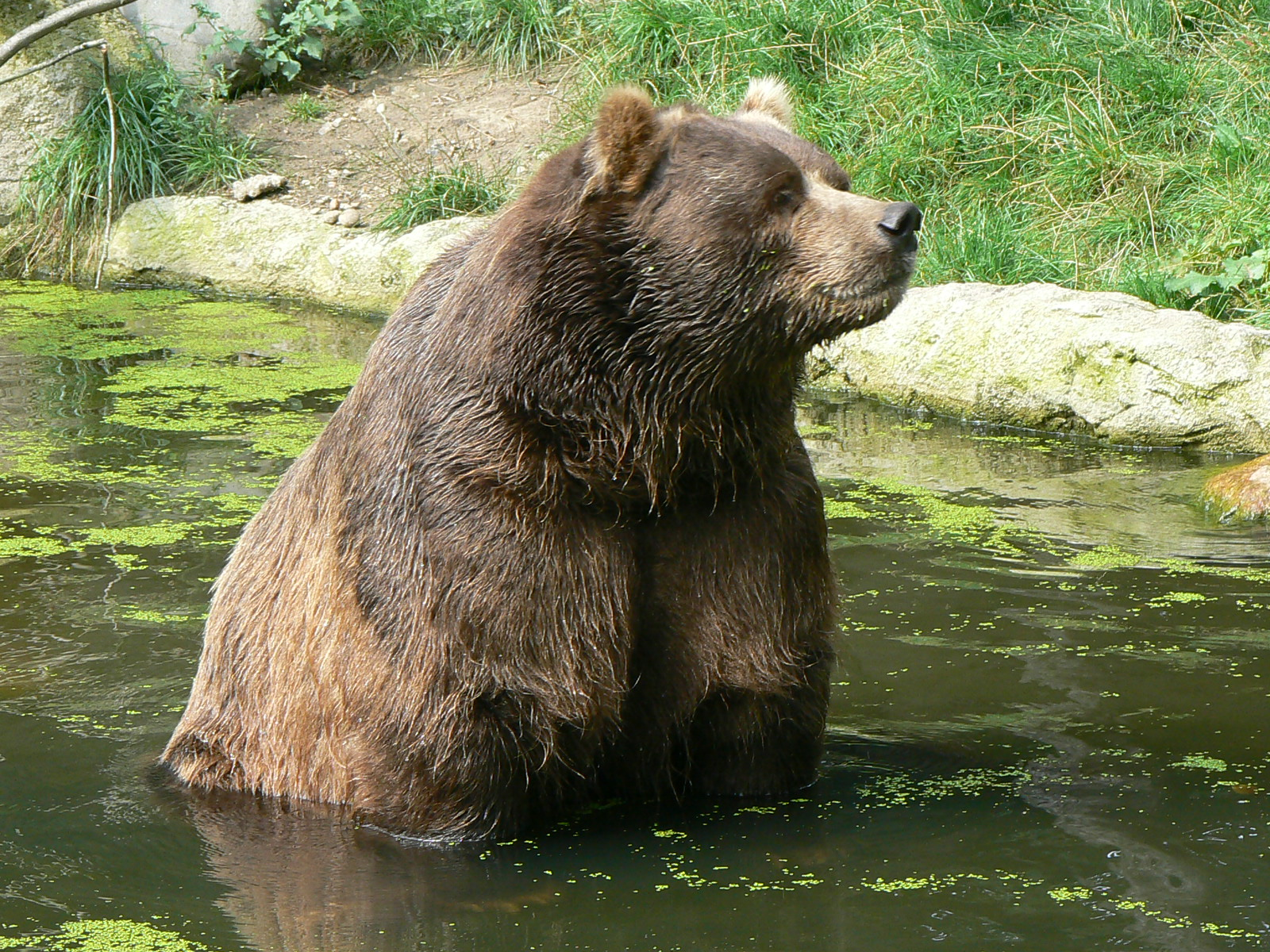
Un orso Kodiak

Deriva da un epiteto norreno che vuol dire "orso", da una radice presente anche nei nomi Asbjørn e Torbjörn (di cui può anche costituire un ipocoristico). Per significato, quindi, è affine ad Orso e Orsola.
Nei paesi scandinavi è stato usato ininterrottamente sin dall'epoca dei Vichinghi, e la sua diffusione è stata promossa negli ultimi anni dalla fama del tennista svedese Björn Borg. Venne introdotto in Inghilterra dai Vichinghi, diffondendosi nella forma Beorn, ma non riuscì a sopravvivere.

## Onomastico
Non ci sono santi con questo nome, che quindi è adespota. Si può festeggiare il 1º novembre in occasione della ricorrenza di Ognissanti.

## Persone
- Björn Ragnarsson, re di Svezia
- Björn Andrésen, attore svedese
- Björn Borg, tennista svedese

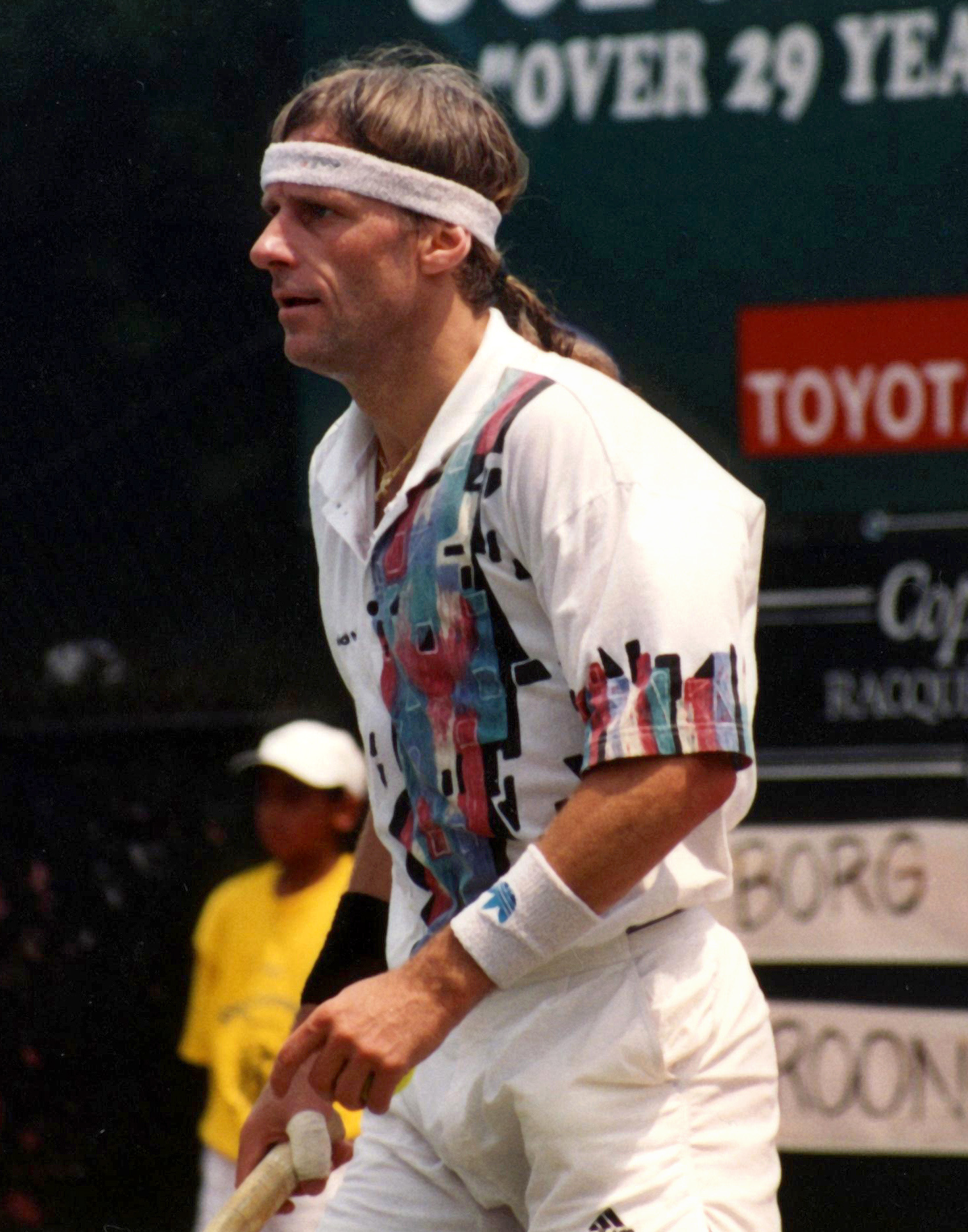
Björn Borg

- Björn Gelotte, compositore e chitarrista svedese
- Björn Kircheisen, combinatista nordico tedesco
- Björn Kuipers, arbitro di calcio olandese
- Björn Ulvaeus, musicista e compositore svedese
- Björn Vleminckx, calciatore belga
- Björn Waldegård, pilota di rally svedese

### Variante Bjørn
- Bjørn, capo vichingo

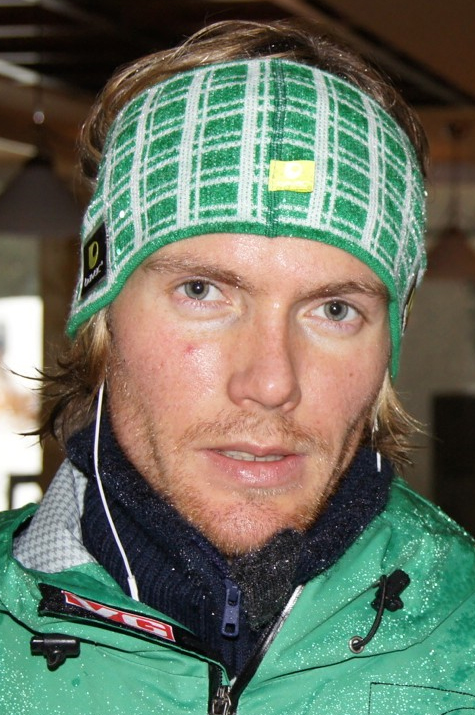
Bjørn Einar Romøren

- Bjørn Otto Bragstad, calciatore norvegese
- Bjørn Dahl, calciatore norvegese
- Bjørn Dæhlie, fondista norvegese
- Bjørn Tore Kvarme, calciatore norvegese
- Bjørn Arild Levernes, calciatore norvegese
- Bjørn Lomborg, ambientalista e accademico danese
- Bjørn Helge Riise, calciatore norvegese
- Bjørn Einar Romøren, saltatore con gli sci norvegese
- Bjørn Tronstad, calciatore norvegese
- Bjørn Wirkola, saltatore con gli sci e calciatore norvegese

### Variante Björne

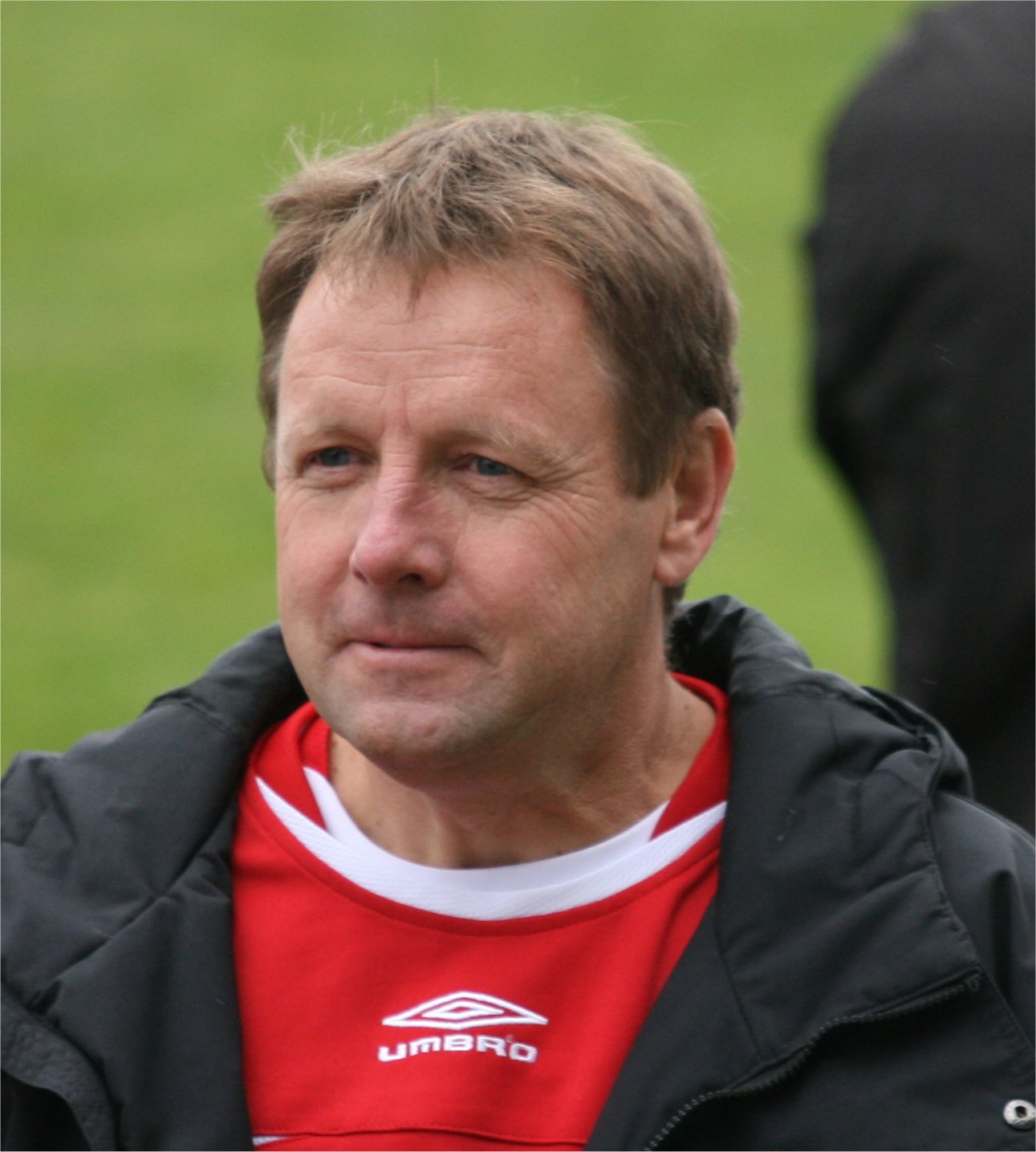
Bjarne Berntsen

- Björne Väggö, schermidore svedese

### Variante Bjarne

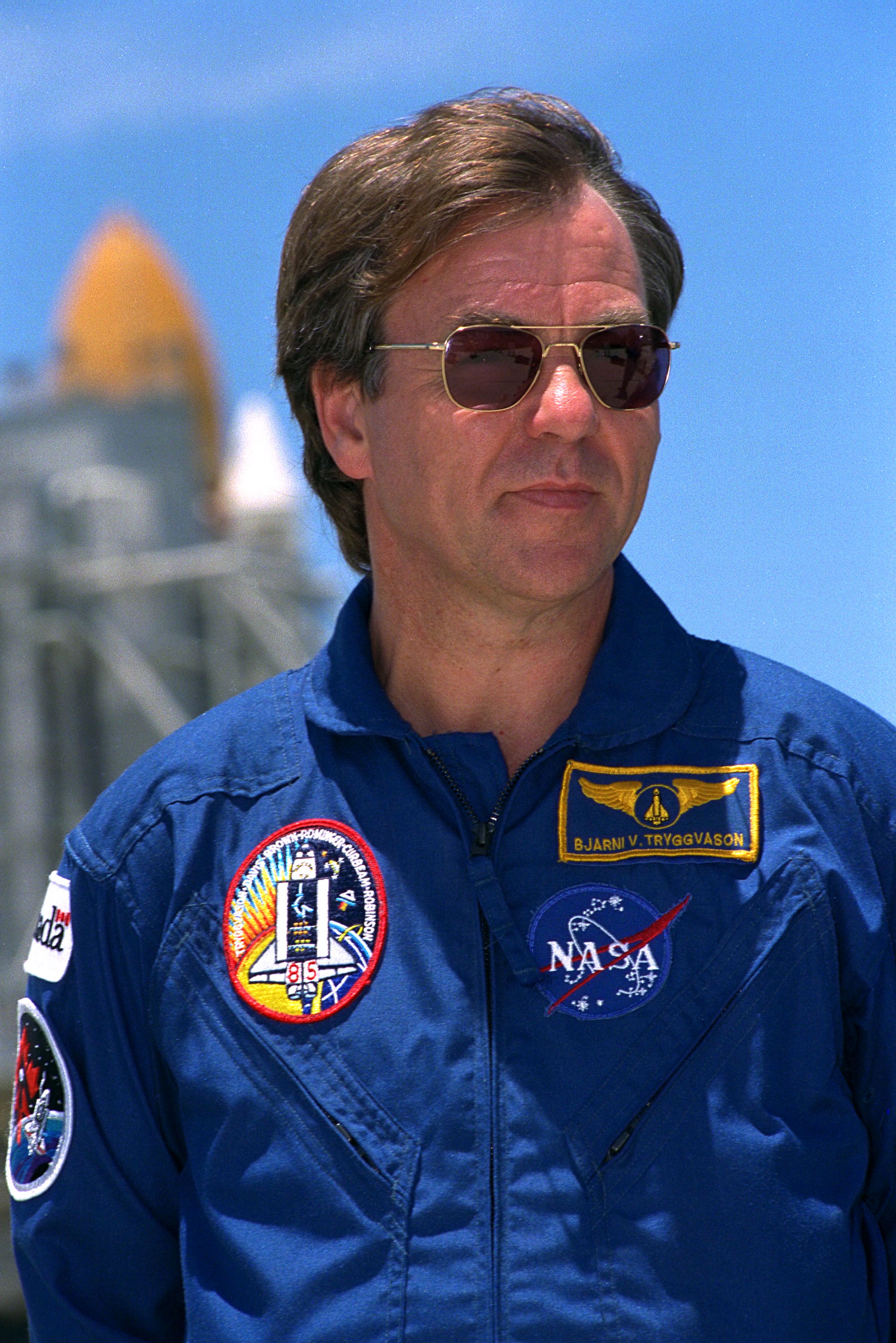
Bjarni Tryggvason

- Bjarne Berntsen, calciatore, dirigente sportivo e allenatore di calcio norvegese
- Bjarne Goldbæk, calciatore danese
- Bjarne Ingebretsen, calciatore norvegese
- Bjarne Iversen, fondista norvegese
- Bjarne Riis, dirigente sportivo, ciclista su strada e pistard danese
- Bjarne Solbakken, sciatore alpino norvegese
- Bjarne Stroustrup, informatico danese

### Variante Bjarni
- Bjarni Ólafur Eiríksson, calciatore islandese
- Bjarni Herjólfsson, esploratore norreno
- Bjarni Sigurðsson, calciatore islandese
- Bjarni Tryggvason, astronauta e ingegnere canadese
- Bjarni Viðarsson, calciatore islandese
- Bjarni Óskar Þorsteinsson, calciatore islandese